# Завод азотних добрив у Лас-Пальмасі
Завод азотних добрив у Лас-Пальмасі – колишній виробничий майданчик, що працював на іспанському острові Гран-Канарія (Канарський архіпелаг).
Проект реалізували через Compania Insular del Nitrogeno (CINSA), засновниками якої виступили Compañía Española de Petróleos (CEPSA), Industrias Químicas Canarias (мала на сусідньому острові Тенерифе завод суперфосфату) та S.A. Cros (займалась продукуванням добрив на численних майданчиках у континентальній Іспанії). 
Завод у Лас-Альмасі запрацював на повну потужність у 1961 році та виробляв азотне добриво – сульфат амонію, при цьому потужність майданчику становила 22 тисяч тонн на рік в перерахунку на азот.
Завод також забезпечував себе обома головними напівфабрикатами – аміаком та сульфатною кислотою. Станом на початок 1970-х він міг випускати 35 тисяч тон аміаку на рік, при цьому сировиною були нафтопродукти (можливо відзначити, що CEPSA мала на сусідньому острові Тенерифе нафтопереробний завод). Сульфатну кислоту отримували шляхом спалювання піритів, доправлених з потужного видобувного регіону в іспанській провінції Уельва (відомо, що від початку діяльності та по 1971 рік CINSA закупила 746 тисяч тонн піритів).
На початку 1960-х в Іспанії стартувало виробництво комплексних добрив, яке призвело до суттєвого зменшення попиту на суперфосфат. Відповідні зміни торкнулись і майданчику в Лас-Пальмасі, який станом на першу половину 1980-х міг виробляти 100 тисяч тонн комплексних добрив на рік. 
В 1982-му уклали угоду щодо модернізації виробництва, яке мало щорічно продукувати 500 тисяч тонн діамонійфосфату та комплексних азотно-фосфорно-калійних добрив. Втім, у цей період іспанська промисловість добрив стрілась з серйозними проблемами і в 1985-му завод у Лас-Пальмасі закрили.